# Rădulenii Vechi, Florești
Rădulenii Vechi este un sat din raionul Florești, Republica Moldova.

## Demografie

### Structura etnică
Structura etnică a satului conform recensământului populației din 2004:
| Grup etnic         | Populație | % Procentaj |
| ------------------ | --------- | ----------- |
| Moldoveni / Români | 1.556     | 98,79%      |
| Ucraineni          | 8         | 0,51%       |
| Ruși               | 3         | 0,19%       |
| Alții              | 8         | 0,51%       |
| Total              | 1.575     | 100%        |

Structura etnică a satului conform recensământului populației din 2014:
| Grup etnic        | Populație | % Procentaj |
| ----------------- | --------- | ----------- |
| Moldoveni(Români) | 1.198     | 97,7%       |
| Ucraineni         | 17        | 1,4%        |
| Ruși              | 7         | 0,55%       |
| Alții             | 46        |             |
| Total             | 1.272     | 100%        |

## Administrație și politică
Componența Consiliului local Rădulenii Vechi (9 consilieri), ales la 5 noiembrie 2023, este următoarea:
|  | Partid                                       | Consilieri | Componență | Componență | Componență | Componență | Componență | Componență |
|  | -------------------------------------------- | ---------- | ---------- | ---------- | ---------- | ---------- | ---------- | ---------- |
|  | Platforma Demnitate și Adevăr                | 6          |            |            |            |            |            |            |
|  | Partidul Acțiune și Solidaritate             | 2          |            |            |            |            |            |            |
|  | Partidul Socialiștilor din Republica Moldova | 1          |            |            |            |            |            |            |

## Educație
În satul Rădulenii Vechi activează un gimnaziu, anul construcției 1975, unde își desfășoară activitatea 18 profesori, structura pe clase – 9. În sat mai activează și o grădiniță de copii, anul construcției 1965, unde își desfășoară activitatea 3 educatori.

## Sănătate
Oficiul Medical Rădulenii Vechi este amplasat în centrul satului la o distanță de 6 km de la OMF și la o distanță de 11 km de la centrul raional. Este o clădire cu un etaj, reparată, în stare bună, cu o suprafață de 188 m.p., construită în anul 1950. Clădirea Oficiului Medical este gazificată, telefonizată, dispune de sistem informațional computerizat. Dispune de apeduct și canalizare. Oficiul Medical este asigurat cu transport funcțional. În incinta instituției se află următoarele încăperi:biroul medicului de familie, sala de proceduri și vaccinări, cabinet prenatal, sala de fizioprocedeuri, sala de treaj, biroul asistentei medicale superioare, punct farmaceutic, laboratorul, cabinet stomatologic, sala de odihnă, nișă pentru inventar și sala de așteptare.

## Cultura
Casa de Cultură se găsește în centrul satului. Are trei angajați, două colective folclorice: ansamblul folcloric „Vatra satului” deține titlul „Model” Ansamblul de bărbați „Plai”.

### Monumente istorice
- Monumentul ostașilor căzuți în Marele Război pentru Apărarea Patriei construit în anul 1970.
- Crucea Memorială din centrul satului construită de meșterul din satul Cosăuți.
- Monumentul dedicat denumirii satului Rădulenii Vechi construit în anul 2009 de către cet. Bogdan Ion Dumitru – deputat în sovetul orășenesc din orașul Kiev.
- Monumentul „Stîlpul fetei”, de la care provine denumirea satului, construit în anul 2009 și sfințit în anul 2010 odată cu monumentul întrării în sat.
- Monumente funerare ce se găsesc în ograda bisericii construit în anul 1999 de către Fedico Elisaveta și Zamăneagră Maria, dedicat „În memoria Creștinilor”.
- Monumentul funerar dedicat lui Vasile Meleghi, unde sînt înscriși toți membrii familiei.
- Monumentul funerar a lui Tănase Meleghi — fost boier al satului și al soției sale.
- Monumentul lui Meleghi Olga Iacob, soția lui Egor Meleghi, decedată la nașterea filui lor, Afanasie Gorici.
- Monumentul Meleghi Egor fiul lui Afanasie Meleghi
- Monumentul funertar dedicat lui Ioan Perju boierul satului și soției lui Ecaterina.
- Biserica din cimitir a fost zidită de boierul Gheoghe Izmană. Piatra lui de mormînt se află chiar în spatele altarului bisericii (1779-1845).
- Biserica Veche din secolul XVII construită în anul 1798, este un monument istoric vechi.
- Monumentul „Memoria părinților” construit în anul 2011 cu contribuția copiilor familiilor Groza Alexandru și Agafia, Groza Dumitru și Olga, Groza Vladimir și Vera construit de către meșterul din Cosăuți.

## Personalități
- Petru Lucinschi, al 2-lea Președinte al Republicii Moldova.